# Poliakrilnitril
A poliakrilnitril az akrilnitril (CH2=CH-CN) polimere, más néven vinilpolimer. Előállítása főként propilénből és ammóniából történik.
Az akrilnitril polimer a természetes és mesterséges szálasanyagok között a legellenállóbbnak bizonyul fénnyel és időjárással szemben. Közöttük a legközelebb áll a gyapjúhoz.

## Felhasználás
Körülbelül 150 különböző márkanéven kerül forgalomba műszálas textíliák formájában, például Nyergesújfaluban crumeron néven gyártva. Alkalmazzák oxigénzáró fóliákhoz, ellenálló bevonatokhoz (például fogkrémes tubusok belső felületén), valamint különleges poliakril szálakat használnak lángálló dekorációs anyagokhoz, szőnyegekhez, függönyökhöz, ágyneműkhöz, bébi- és hálóruhákhoz. Az olyan speciális poliakril szálak, amelyek verejtéket abszorbeálnak és gyorsan elpárologtatnak, valamint dezodoráló hatással rendelkeznek, ideálisak matracokhoz, mosásra nem kerülő cikkekhez. A karbonszálak gyakran poliakrilnitril szálakból készülnek pirolízissel.

## Jegyzet
1. ↑  https://vedelem.hu/letoltes/anyagok/567-veszelyes-anyagokat-feldolgozo-ipari-letesitmeny-komplex-kockazat-es-kareseti-hatasvizsgalata.pdf